# Canariomys bravoi
Il ratto gigante di Tenerife (Canariomys bravoi) è una specie estinta di roditori endemica dell'isola di Tenerife (Isole Canarie, Spagna).
Sono stati ritrovati resti fossili di questo animale praticamente in tutta l'isola, specialmente nei depositi e nelle grotte vulcaniche, all'interno delle quali sono stati ritrovati i resti di altre specie, come lucertole giganti (Gallotia goliath).
I fossili risalgono all'epoca del Pliocene e del Pleistocene; il cranio era lungo circa 7 centimetri, così da raggiungere le dimensioni di un coniglio, molto più grande rispetto ad altre specie di ratto europee.
Il ratto gigante, come altre specie autoctone dell'arcipelago, si è estinto sia a causa delle azioni degli esseri umani, sia per l'introduzione del gatto. Oggi il Museo di natura e archeologia di Santa Cruz de Tenerife espone diversi teschi e ossa fossili di questo animale, così come ricostruzioni fedeli della sua morfologia.
Uno studio scientifico pubblicato nel 2012 ha messo a confronto la specie Canariomys bravoi con roditori arboricoli attuali, come Phloeomys cumingi, il ratto gigante dell'isola di Luzon nelle Filippine. Lo studio ha rivelato che tra le caratteristiche distintive di C. bravoi erano gli artigli, che crescevano quasi allo stesso modo negli arti anteriori e posteriori. Anche la lunghezza delle zampe posteriori, maggiore delle anteriori, evocava una forma intermedia tra ratti e murino arboree come Phloeomys. Canariomys bravoi era un roditore forte e potentemente muscoloso, in grado di muoversi su diversi substrati da terra agli alberi, e probabilmente aveva capacità di scavo.